# Рекесенс, Хуан
Хуа́н Карлос Рекесе́нс Марти́нес (исп. Juan Carlos Requesens Martínez; род. 17 марта 1989 года, Каракас) — венесуэльский политический и общественный деятель, политолог, депутат Национального собрания Венесуэлы (с 2016 года). Лидер национального студенческого движения, председатель организации учащихся Центрального университета Венесуэлы (с 2011 года). Один из лидеров демократической оппозиции социалистическому режиму Николаса Мадуро, организатор и идейный вдохновитель массовых антиправительственных выступлений в стране.

## Биография
Хуан Рекесенс родился 17 марта 1989 году в Каракасе, Венесуэла. Окончил Центральный университет Венесуэлы по специальности политология. Отец Рекесенса — врач, мать — преподаватель английского языка. Политическим кумиром Рекесенса является Ромуло Бетанкур — бывший президент Венесуэлы, «отец венесуэльской демократии» и близкий соратник президента США Джона Кеннеди.

## Политическая деятельность

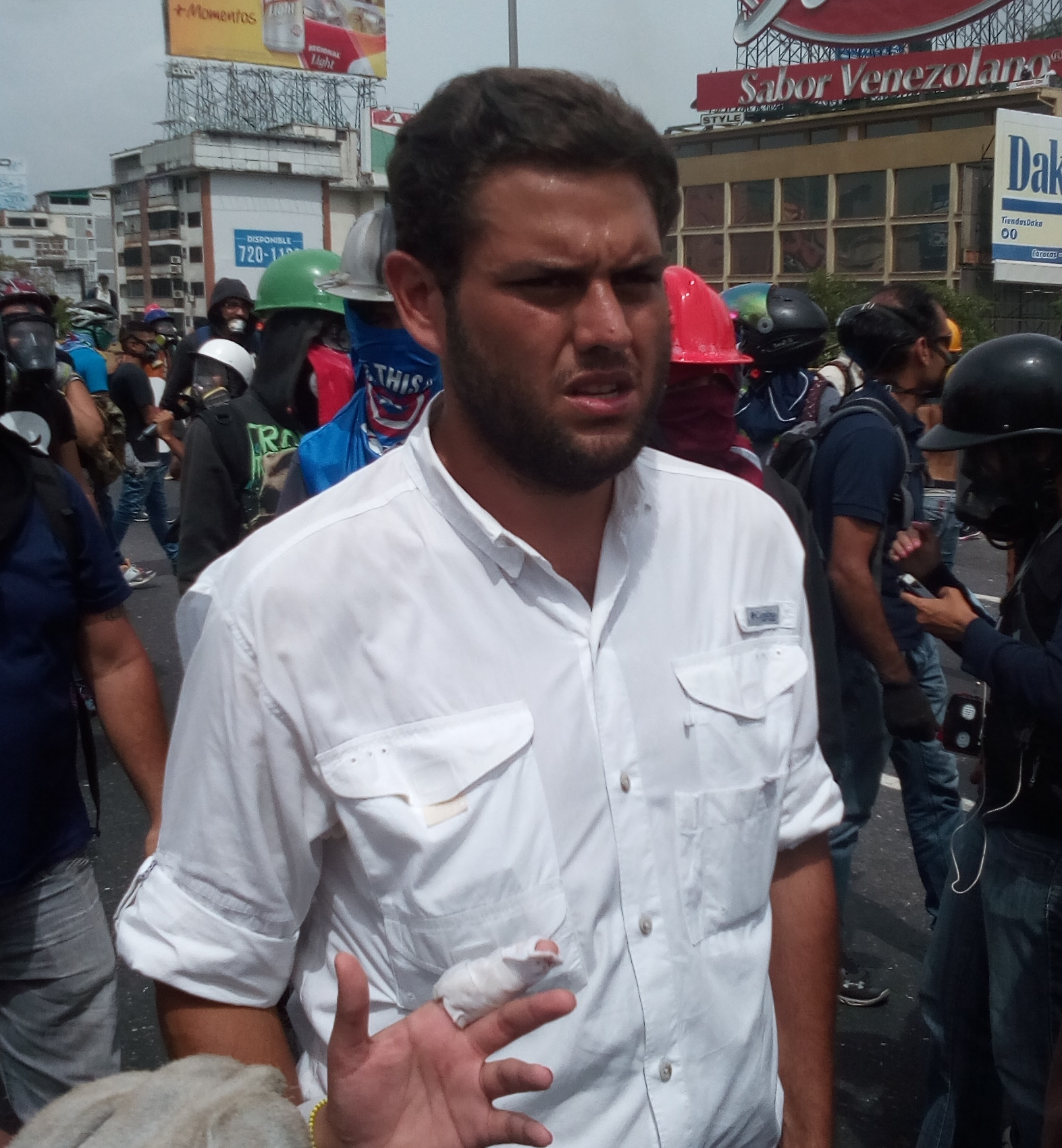
Rekesens during the 2017 protests in Venezuela.

Рекесенс стал активно участвовать в общественной жизни ещё будучи студентом. В 2011 году возглавил студенческую организацию Центрального университета Венесуэлы. Вел собственный микроблог в Твиттере, использовал его для политических дебатов. Первую антиправительственную демонстрацию Рекесенс провел в январе 2013 года; на неё вышли учащиеся Центрального университета Венесуэлы и Католического университета Андреса Белло. На парламентских выборах 2015 года был избран депутатом Национального собрания от партии «За справедливость», входящей в Круглый стол демократического единства.
Основными требованиями Рекесенса и его сторонников являются освобождение политзаключенных, справедливое расследование преступлений против представителей оппозиции (в частности пыток и убийств активистов), прямой диалог между народом и властью (в виде прямых телетрансляций с руководством страны). При этом Рекесенс выступает против досрочной отставки Мадуро, которую он называет «тупиком». По его словам, подобное требование лишь усиливает эскалацию конфликта, дискредитирует демократическое движение и позволяет действующей власти проводить новые репрессии в отношении протестующих.
За подобные взгляды Рекесенс часто рассматривается СМИ как представитель «умеренной» оппозиции режиму Мадуро, в отличие от более радикально настроенных сторонников Леопольдо Лопес Мендоса.

## Арест
7 августа 2018 года был арестован в связи с покушением на президента Мадуро. Как депутат Рекесенс обладал депутатским иммунитетом. Однако председатель Конституционного собрания Диосдадо Кабельо, сказал, что он «внесет в законодательство изменения», чтобы лишить Борхнса и депутата Хулио Борхеса, обвиняемого по тому же делу, защиты. Иммунитет был снят на следующий день.